# Stigmachrysa cladostigma
Stigmachrysa cladostigma är en insektsart som först beskrevs av Navás 1913.  Stigmachrysa cladostigma ingår i släktet Stigmachrysa och familjen guldögonsländor. Inga underarter finns listade i Catalogue of Life.